# Pavel Horák
Pavel Horák (* 28. November 1982 in Přerov, Tschechoslowakei) ist ein tschechischer Handballspieler. Er ist 1,98 m groß.
Horák wird meist im linken Rückraum eingesetzt.

## Karriere

### Verein
Pavel Horák begann in seiner Heimatstadt bei HC Přerov mit dem Handballspiel. Später kam er in die Jugend von Serienmeister HC Baník Karviná, wo er auch in der ersten tschechischen Liga debütierte. Dort gewann er 2001, 2002, 2004, 2005 und 2006 die tschechische Meisterschaft sowie 2001 und 2002 den tschechischen Pokal. 2006 wechselte er für eine Saison zur Ahlener SG in die deutsche 2. Handball-Bundesliga, bevor er sich 2007 dem Erstligisten Frisch Auf Göppingen anschloss. Mit Göppingen gewann er 2011 und 2012 den EHF-Pokal. Zur Saison 2013/14 wechselte er zu den Füchsen Berlin, mit denen er 2014 den DHB-Pokal sowie 2015 erneut den EHF-Pokal gewann. In den Spielzeiten 2015/16 und 2016/17 lief Horák für den HC Erlangen auf. Im Sommer 2017 wechselte er dann zum belarussischen Verein Brest GK Meschkow, mit dem er 2018 die belarussische Meisterschaft sowie den belarussischen Pokal gewann.
Zur Saison 2019/20 wechselte er zum deutschen Rekordmeister THW Kiel, bei dem er zunächst einen Einjahresvertrag unterschrieb, der zunächst bis Sommer 2021 und später bis Sommer 2022 verlängert wurde. Mit Kiel gewann der nun hauptsächlich in der Defensive eingesetzte Horák 2020 und 2021 die deutsche Meisterschaft, 2020 und 2021 den DHB-Supercup, 2020 die EHF Champions League und 2022 den DHB-Pokal. Nach der Saison 2021/22 verließ er den THW und kehrte zum HK FCC Město Lovosice in Lovosice nach Tschechien zurück.

### Nationalmannschaft
Pavel Horák hat bisher 130 Länderspiele für die tschechische Nationalmannschaft bestritten. Bei der Weltmeisterschaft 2007 in Deutschland sowie den Europameisterschaften 2008, 2012, 2014 schied aber bei ersterer in der Hauptrunde und bei letzteren bereits in der Vorrunde aus. Bei der Weltmeisterschaft 2015 belegte er mit der Auswahl den 17. Platz. Bei der Europameisterschaft 2018 wurde er Sechster, 2020 Zwölfter. Die Weltmeisterschaft 2021 verpasste er, da Tschechien nach einem Corona-Ausbruch im Team vom Turnier zurückzog.

### Bundesligabilanz
| Saison    | Verein               | Spielklasse | Spiele | Tore | 7-Meter | Feldtore |
| --------- | -------------------- | ----------- | ------ | ---- | ------- | -------- |
| 2007/08   | Frisch Auf Göppingen | Bundesliga  | 33     | 114  | 5       | 109      |
| 2008/09   | Frisch Auf Göppingen | Bundesliga  | 33     | 160  | 5       | 155      |
| 2009/10   | Frisch Auf Göppingen | Bundesliga  | 8      | 18   | 0       | 18       |
| 2010/11   | Frisch Auf Göppingen | Bundesliga  | 22     | 98   | 0       | 98       |
| 2011/12   | Frisch Auf Göppingen | Bundesliga  | 32     | 140  | 0       | 140      |
| 2012/13   | Frisch Auf Göppingen | Bundesliga  | 29     | 141  | 0       | 141      |
| 2013/14   | Füchse Berlin        | Bundesliga  | 22     | 78   | 0       | 78       |
| 2014/15   | Füchse Berlin        | Bundesliga  | 24     | 54   | 0       | 54       |
| 2016/17   | HC Erlangen          | Bundesliga  | 33     | 72   | 1       | 71       |
| 2019/20   | THW Kiel             | Bundesliga  | 26     | 2    | 0       | 2        |
| 2020/21   | THW Kiel             | Bundesliga  | 36     | 10   | 0       | 10       |
| 2021/22   | THW Kiel             | Bundesliga  | 34     | 10   | 0       | 10       |
| 2007–2022 | gesamt               | Bundesliga  | 332    | 897  | 11      | 886      |

Quelle: Spielerprofil bei der Handball-Bundesliga